# Olympische Sommerspiele 1956/Leichtathletik – 4 × 100 m (Männer)
Die 4-mal-100-Meter-Staffel der Männer bei den Olympischen Spielen 1956 in Melbourne wurde am 30. November und 1. Dezember 1956 im Melbourne Cricket Ground ausgetragen. In achtzehn Staffeln nahmen 72 Athleten teil.
Den Olympiasieg sicherten sich Ira Murchison, Leamon King, Thane Baker und Bobby Morrow für die Staffel der USA mit einer neuen Weltrekordzeit.
Silber errang die Mannschaft der Sowjetunion mit Leonid Bartenew, Boris Tokarew, Juri Konowalow und Wladimir Sucharew.

Das deutsche Team gewann die Bronzemedaille in der Besetzung Lothar Knörzer, Leonhard Pohl, Heinz Fütterer und Manfred Germar.
Schweizer und österreichische Staffeln nahmen nicht teil.

## Rekorde

### Bestehende Rekorde

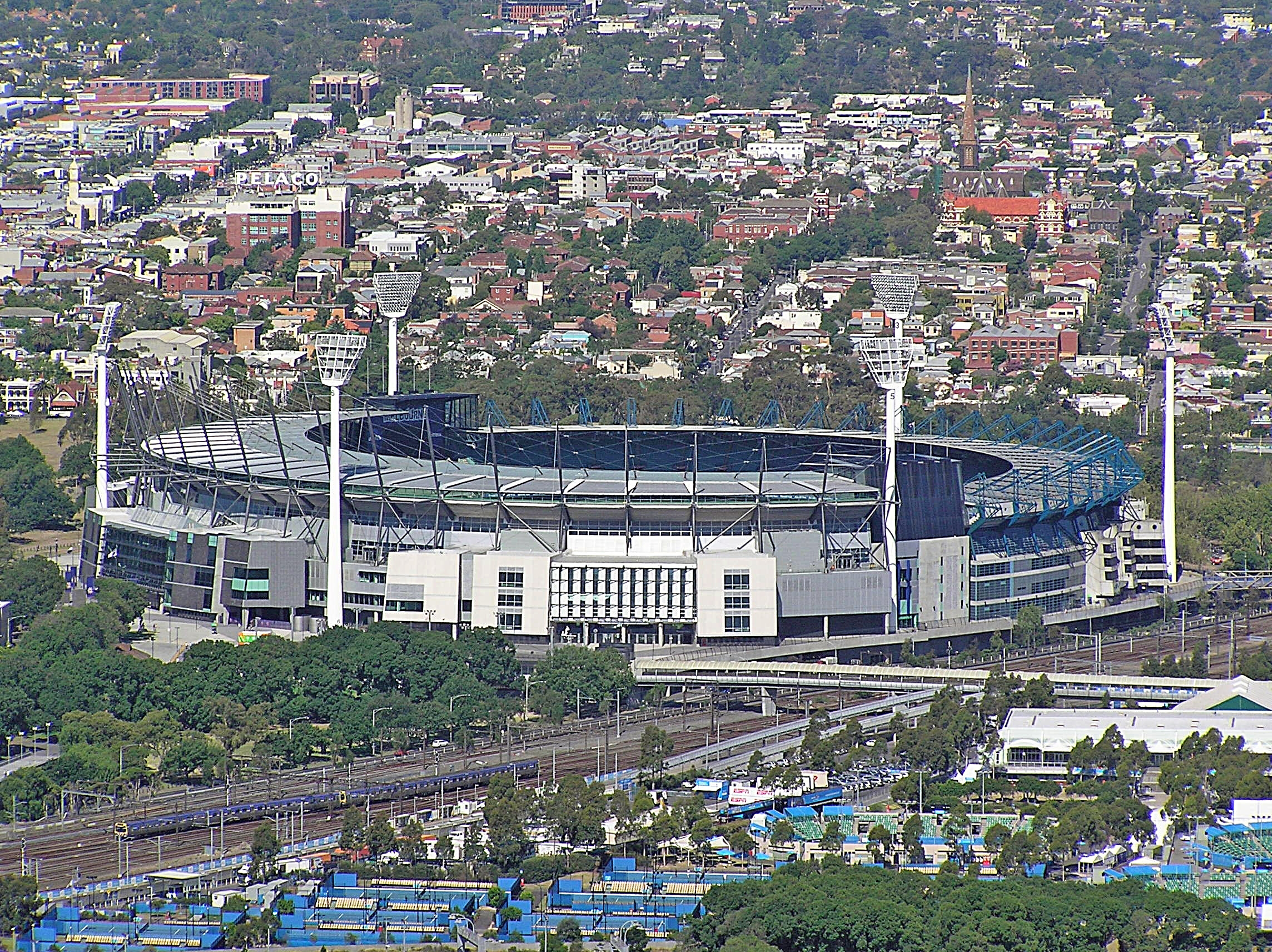
Melbourne Cricket Ground, Olympiastadion (hier im Jahr 2008)

| Weltrekord         | 39,8 s | USA (Jesse Owens, Ralph Metcalfe, Foy Draper, Frank Wykoff) | Finale OS Berlin, Deutschland | 9. August 1936 |
| Olympischer Rekord | 39,8 s | USA (Jesse Owens, Ralph Metcalfe, Foy Draper, Frank Wykoff) | Finale OS Berlin, Deutschland | 9. August 1936 |

### Rekordverbesserung
Im Finale am 1. Dezember verbesserte die Olympiasieger-Staffel der Vereinigten Staaten den bestehenden olympischen Rekord und damit auch Weltrekord in der Besetzung Ira Murchison, Leamon King, Thane Baker und Bobby Morrow um 0,3 Sekunden auf 39,5 s.

## Durchführung des Wettbewerbs
Die Staffeln traten am 30. November zu vier Vorläufen an. Die jeweils drei besten Teams – hellblau unterlegt – qualifizierten sich für das Halbfinale am 1. Dezember. Hieraus erreichten die jeweils drei besten Mannschaften – wiederum hellblau unterlegt – das Finale, das am selben Tag stattfand.

## Zeitplan
30. November, 15:30 Uhr: Vorläufe

1. Dezember, 15:50 Uhr: Halbfinale

1. Dezember, 16:35 Uhr: Finale
Anmerkung: Alle Zeiten sind als Ortszeit von Melbourne angegeben. (UTC + 10)

## Vorläufe
Datum: 30. November 1956, ab 15:30 Uhr

### Vorlauf 1
| Platz | Staffel        | Besetzung                                                  | Offizielle Zeit handgestoppt | Inoffizielle Zeit elektronisch |
| ----- | -------------- | ---------------------------------------------------------- | ---------------------------- | ------------------------------ |
| 1     | USA            | Ira Murchison Leamon King Thane Baker Bobby Morrow         | 40,5 s                       | 40,53 s                        |
| 2     | Großbritannien | Kenneth Box Roy Sandstrom David Segal Brian Shenton        | 41,2 s                       | 41,30 s                        |
| 3     | Pakistan       | Muhammad Sharif Butt Ghulam Raziq Abdul Aziz Abdul Khaliq  | 41,3 s                       | 41,42 s                        |
| 4     | Venezuela      | Alfonso Bruno Apolinar Solórzano Clive Bonas Rafael Romero | 42,0 s                       | 42,10 s                        |
| 5     | Liberia        | Edward Martins Emmanuel Putu George Johnson James Roberts  | 44,7 s                       | 44,96 s                        |

### Vorlauf 2
| Platz | Staffel     | Besetzung                                                           | Offizielle Zeit handgestoppt | Inoffizielle Zeit elektronisch |
| ----- | ----------- | ------------------------------------------------------------------- | ---------------------------- | ------------------------------ |
| 1     | Australien  | Gavin Carragher Edward McGlynn Ray Land Hector Hogan                | 40,6 s                       | 40,72 s                        |
| 2     | Frankreich  | René Bonino Konstantin Lissenko Jocelyn Delecour Alain David        | 40,8 s                       | 40,99 s                        |
| 3     | Deutschland | Lothar Knörzer Leonhard Pohl Heinz Fütterer Manfred Germar          | 40,8 s                       | 41,00 s                        |
| 4     | Thailand    | Vinchak Voradilok Paiboon Vacharapan Montri Srinaka Sneh Wongchaoom | 44,2 s                       | 44,37 s                        |

### Vorlauf 3
| Platz | Staffel     | Besetzung                                                              | Offizielle Zeit handgestoppt | Inoffizielle Zeit elektronisch |
| ----- | ----------- | ---------------------------------------------------------------------- | ---------------------------- | ------------------------------ |
| 1     | Sowjetunion | Leonid Bartenew Boris Tokarew Juri Konowalow Wladimir Sucharew         | 40,7 s                       | 40,77 s                        |
| 2     | Italien     | Franco Galbiati Giovanni Ghiselli Luigi Gnocchi Vincenzo Lombardo      | 40,9 s                       | 41,07 s                        |
| 3     | Brasilien   | João Pires Sobrinho José Telles da Conceição Ary de Sá Jorge de Barros | 41,6 s                       | 41,70 s                        |
| 4     | Kanada      | Stan Levenson Dick Harding Jack Parrington Joe Foreman                 | 41,7 s                       | 41,75 s                        |
| 5     | Äthiopien   | Beyene Legesse Bekele Haile Roba Negousse Abebe Hailou                 | 44,3 s                       | 44,47 s                        |

### Vorlauf 4
| Platz | Staffel | Besetzung                                                      | Offizielle Zeit handgestoppt | Inoffizielle Zeit elektronisch |
| ----- | ------- | -------------------------------------------------------------- | ---------------------------- | ------------------------------ |
| 1     | Polen   | Marian Foik Janusz Jarzembowski Edward Szmidt Zenon Baranowski | 40,9 s                       | 40,97 s                        |
| 2     | Ungarn  | Sándor Jakabfy Géza Varasdi György Csányi Béla Goldoványi      | 41,5 s                       | 41,45 s                        |
| 3     | Japan   | Masaji Tajima Kanji Akagi Akira Kiyofuji Kyohei Ushio          | 42,2 s                       | 42,30 s                        |
| DSQ   | Nigeria | Titus Erinle Rafiu Oluwa Edward Ajado Abdul Amu                |                              |                                |

Die nigerianische Staffel erreichte als Letzte in 47,3 s (47,39 s) das Ziel und wurde nachträglich disqualifiziert.

## Halbfinale
Datum: 1. Dezember 1956, ab 15:50 Uhr

### Lauf 1
| Platz | Staffel    | Besetzung                                                              | Offizielle Zeit handgestoppt | Inoffizielle Zeit elektronisch |
| ----- | ---------- | ---------------------------------------------------------------------- | ---------------------------- | ------------------------------ |
| 1     | USA        | Ira Murchison Leamon King Thane Baker Bobby Morrow                     | 40,3 s                       | 40,34 s                        |
| 2     | Polen      | Marian Foik Janusz Jarzembowski Edward Szmidt Zenon Baranowski         | 41,0 s                       | 41,12 s                        |
| 3     | Italien    | Franco Galbiati Giovanni Ghiselli Luigi Gnocchi Vincenzo Lombardo      | 41,1 s                       | 41,14 s                        |
| 4     | Frankreich | René Bonino Konstantin Lissenko Jocelyn Delecour Alain David           | 41,3 s                       | 41,37 s                        |
| 5     | Ungarn     | Sándor Jakabfy Géza Varasdi György Csányi Béla Goldoványi              | 41,5 s                       | 41,51 s                        |
| 6     | Brasilien  | João Pires Sobrinho José Telles da Conceição Ary de Sá Jorge de Barros | 43,8 s                       | 43,87 s                        |

### Lauf 2
| Platz | Staffel        | Besetzung                                                      | Offizielle Zeit handgestoppt | Inoffizielle Zeit elektronisch |
| ----- | -------------- | -------------------------------------------------------------- | ---------------------------- | ------------------------------ |
| 1     | Sowjetunion    | Leonid Bartenew Boris Tokarew Juri Konowalow Wladimir Sucharew | 40,3 s                       | 40,36 s                        |
| 2     | Deutschland    | Lothar Knörzer Leonhard Pohl Heinz Fütterer Manfred Germar     | 40,5 s                       | 40,64 s                        |
| 3     | Großbritannien | Kenneth Box Roy Sandstrom David Segal Brian Shenton            | 40,6 s                       | 40,68 s                        |
| 4     | Australien     | Gavin Carragher Edward McGlynn Ray Land Hector Hogan           | 40,8 s                       | 40,72 s                        |
| 5     | Pakistan       | Muhammad Sharif Butt Ghulam Raziq Abdul Aziz Abdul Khaliq      | 40,8 s                       | 40,78 s                        |
| 6     | Japan          | Masaji Tajima Kanji Akagi Akira Kiyofuji Kyohei Ushio          | 41,3 s                       | 41,57 s                        |

## Finale
Datum: 1. Dezember 1956, 15:30 Uhr
| Platz | Staffel        | Besetzung                                                         | Offizielle Zeit handgestoppt | Inoffizielle Zeit elektronisch |
| ----- | -------------- | ----------------------------------------------------------------- | ---------------------------- | ------------------------------ |
| 1     | USA            | Ira Murchison Leamon King Thane Baker Bobby Morrow                | 39,5 s WR                    | 39,60 s                        |
| 2     | Sowjetunion    | Leonid Bartenew Boris Tokarew Juri Konowalow Wladimir Sucharew    | 39,8 s000                    | 39,93 s                        |
| 3     | Deutschland    | Lothar Knörzer Leonhard Pohl Heinz Fütterer Manfred Germar        | 40,3 s000                    | 40,34 s                        |
| 4     | Italien        | Franco Galbiati Giovanni Ghiselli Luigi Gnocchi Vincenzo Lombardo | 40,3 s000                    | 40,43 s                        |
| 5     | Großbritannien | Kenneth Box Roy Sandstrom David Segal Brian Shenton               | 40,6 s000                    | 40,74 s                        |
| 6     | Polen          | Marian Foik Janusz Jarzembowski Edward Szmidt Zenon Baranowski    | 40,6 s000                    | 40,75 s                        |

Die US-Staffel trat als klarer Favorit an. Bobby Morrow hatte die Individualrennen über 100 und 200 Meter gewonnen.
Die ersten beiden Läufer des Teams, Ira Murchison und Leamon King, brachten das US-Team mit großem Vorsprung in Führung. Durch einen schwachen Wechsel zu Thane Baker kamen die Sowjets noch einmal heran, doch Morrow konnte trotz einer Hüftverletzung die Goldmedaille in Weltrekordzeit sichern. Hinter der UdSSR errang die deutsche Mannschaft die Bronzemedaille. Manfred Germar, leicht verletzt angetreten, musste sich vor allem mit Vincenzo Lombardo, dem Schlussläufer Italiens, auseinandersetzen und verteidigte den dritten Platz.
Im zehnten olympischen Finale lief die US-Staffel zu ihrem neunten Sieg in Folge.

## Videolinks
- Melbourne 1956 Official Olympic Film - Part 4 | Olympic History, Bereich: 12:21 min bis 13:39 min, youtube.com, abgerufen am 15. August 2021
- Melbourne 1956 Olympic Games - Official Olympic Film | Olympic History, Bereich 1:14:37 h – 1:16:08 h, youtube.com, abgerufen am 3. Oktober 2017